# Стефанишин Богдан Іванович
Богда́н Іва́нович Стефани́шин (* 1933) — український лісівник.

## Життєпис
1955 року закінчив Львівський лісотехнічний інститут, здобув спеціальність інженера лісового господарства, того ж року призначений на посаду лісничого Хмілівського лісництва Бродівського лісгоспзагу, з 1962-го працював лісничим Підкамінського лісництва.
Від 1965 по 1997 рік працював директором Бродівського лісгоспзагу. За його керівництва колектив неодноразово ставав переможцем в соціалістичному змаганні, відбувалися нагородження Перехідним Червоним Прапором Ради Міністрів СРСР і ВЦРПР, Ювілейним Почесним Знаком ЦК КПРС, грамотою Президіуму Верховної Ради СРСР, грамотами Ради Міністрів СРСР і ВЦСПС та перехідним Червоним Прапором УРСР й Укрпрофради, також перехідним Червоним Прапором Державного Комітету лісового господарства при Раді Міністрів СРСР, ЦК профспілки лісової і деревообробної промисловості.
Кандидат економічних наук.

### Нагороди та звання
- орден Леніна,
- орден Трудового Червоного Прапора
- медаль «За доблесну працю»
- Заслужений лісовод України.